# Vastert van Aardenne
Vastert Huygen Cornelis (Vastert) van Aardenne (Dordrecht, 2 april 1963) is een Nederlands acteur.

## Levensloop
Van Aardenne volgde de Toneelacademie Maastricht waar hij afstudeerde in 1987 en ging daarna werken als acteur bij zowel televisie als theater. Op televisie werd hij vooral bekend door zijn rollen Thomas van Zuylen in de serie Goudkust, en Piere Valken in de serie Westenwind. Ook had hij rollen in enkele Nederlandse speelfilms. In 2006 speelde hij de mannelijke hoofdrol van Prins Bernhard in het voor de Toneel Publieksprijs genomineerde stuk Juliana's Derde Weg. Van Aardenne is artistiek leider van Theatergroep De Kale te Amsterdam waarmee hij vaak 17e-eeuwse toneelteksten opvoert of komedies die door de Gouden Eeuw zijn geïnspireerd. Hij is een zoon van politicus Gijs van Aardenne.

## Toneel (selectie)
- Othello - Cassio (1991)
- List en Liefde - Ferdinand (1995)
- Antigone - Haimon (1996)
- Wilhelmina - Generaal Phaff (1998/1999)
- De Klucht van de Molenaar - Molenaar (2002-2008)
- De Po - porseleinhandelaar (2004)
- Juliana's Derde Weg - Prins Bernhard (2006)
- De Klucht van de Molenaar - Molenaar (2006)
- De stemmentemmers - (2007)
- Jan Klaassen en Katrijn - Jan Klaassen (2008)
- Warenar - Warenar (2009)
- Bessen - Hans, Frederik (2012)
- De klucht van de koe (2014)
- Race (2015)
- Anne (toneelstuk) (2016)
- Gysbrecht van Aemstel - Gysbrecht (2024)

## Musical
- 42nd Street - Pat Denning (2001)
- Romeo 'n Juliette - Ariel (2003)
- High School Musical - Coach Bolton (2009)

## Televisie
- De Brug - Van der Horst (1990)
- Plantage Allee - Jack de Ridder (1992)
- Medisch Centrum West - Joost Besselink/Van der Voort (1988, 1989, 1990, 1993)
- Goudkust - Thomas van Zuylen (1997-1998)
- Westenwind - Pierre Valken (1999-2000)
- Dierendokter Tom - Dierendokter Tom (2000-2001) stem
- Ernstige Delicten - Arnold de Groot (2003)
- Grijpstra & De Gier - Dr. Bouwman (2005)
- Keyzer & De Boer Advocaten - Roel Coolen (afl. Geuren en Kleuren, 2005)
- Gooische vrouwen - Gynaecoloog (2006)
- Spoorloos verdwenen (2008)
- VRijland - Alfred (2011-2013)
- Het jaar van Fortuyn (2022)

## Film
- De Zondagsjongen (1991)
- Ben Hur (2003) - Ben Hur (stem)
- Afblijven (2006)
- Alibi (2008)
- Uitzicht (2008)
- Oom Henk (2012)